# Pyrrhus Ier
Pour les articles homonymes, voir Pyrrhus.
Pyrrhus Ier ou Pyrrhos Ier (en grec ancien Πύρρος / Pýrrhos), né vers 319-318 av. J.-C. et mort à Argos en 272, est un roi d'Épire de la dynastie éacide appartenant à la tribu des Molosses. Il est hégémon d'Épire de 306 à 302 puis il règne sur l'Épire de 297 à 272. Il est provisoirement roi de Macédoine dans le contexte des guerres des Diadoques.
Lointain cousin d'Alexandre le Grand et lui-même ambitieux conquérant, Pyrrhus est l'un des plus redoutables adversaires des Romains. Après avoir considérablement accru le territoire de l’Épire, il devient roi de Macédoine et de Thessalie. Il remporte sur les légions romaines les batailles d'Héraclée (280) et d'Ausculum (279). Il marche sur Rome, s'avançant jusqu'à 30 km de la cité, et manque de peu de l'acculer à une capitulation. En Sicile, où les cités grecques l'adjurent à leur tour de les protéger, il accumule les succès et, par son rayonnement, obtient la réconciliation des chefs de Syracuse, minée par de vieilles rivalités, et réalise l'union des cités grecques. Les défaites qui ont conclu ses campagnes en Grande-Grèce (bataille de Beneventum) tiennent d'abord à la puissance matérielle et à la force morale de Rome. Mais ni les revers qui achèvent sa carrière, ni la démesure de son ambition n'ont réussi à ternir cette figure d'épopée que rehausse sa stature héroïque où dominent la fougue, la vaillance personnelle et la science stratégique.
Son règne est bien connu grâce à Plutarque qui a rédigé une Vie de Pyrrhus, avec notamment pour source les propres Mémoires de Pyrrhus ; il y est mis en parallèle avec le général romain Marius. Les victoires qu'il a remportées à l'issue des batailles qu'il a livrées contre les Romains sont à l'origine de l'expression « victoire à la Pyrrhus » qui désigne une victoire très coûteuse.

## Biographie

### Jeunesse
Pyrrhus est né vers 319-318 av. J.-C. Son père, Éacide, prétend descendre d'Achille et s'en prévaut à travers les noms qu'il a donné à ses deux enfants, sa fille aînée Deidamie appelée ainsi en hommage à l'épouse d'Achille et son fils Pyrrhus appelé ainsi car il s'agit du surnom de Néoptolème (Púrrhos signifie « le Roux »), le fils d'Achille. La mère de Pyrrhus, Phtia, est la fille du thessalien Ménon, héros de la guerre lamiaque. Il est un petit-neveu d'Olympias, la mère d'Alexandre le Grand dont il est vu comme un cousin.
Lorsqu'Éacide est chassé de son royaume en 317 par ses sujets révoltés, le jeune Pyrrhus est recueilli par Glaucias, prince des Taulantiens et roi des Illyriens, dont l'épouse, Béroé, est une Éacide. Glaucias accepte de protéger Pyrrhus malgré les 200 talents offerts par Cassandre, protecteur du nouveau roi d'Épire Néoptolème II. Glaucias élève Pyrrhus au milieu de ses propres enfants. Ainsi, de 317 à 307, Pyrrhus connaît la vie des Illyriens et l'exil, au cours duquel il nourrit probablement un âpre désir de revanche. Vers 307-306, profitant de l'affaiblissement de Cassandre menacé par Antigone le Borgne et son fils Démétrios Ier Poliorcète, Glaucias rétablit Pyrrhus, alors âgé de 12 ans, au titre d'hégémon d’Épire. Sa sœur Déidamie épouse Démétrios.

### Conquête du pouvoir
En 302 av. J.-C., Pyrrhus est de nouveau contraint à l'exil. Alors qu'il assiste en Illyrie aux noces d'une fille de Glaucias, les Épirotes se soulèvent en effet contre lui, chassent ses partisans et pillent son trésor. Son cousin Néoptolème II, qui a déjà dépouillé son père, s'empare du pouvoir. Pyrrhus se réfugie alors en Asie et s'attache à la fortune d'Antigone et de Démétrios ; c'est l'occasion pour lui de parfaire son éducation politique et militaire, et de s'initier à la tactique savante des unités macédoniennes. Il combat auprès d'eux à la bataille d'Ipsos en 301, où il démontre son courage et sa valeur, s'annonçant déjà comme un grand capitaine. Démétrios le charge alors de gouverner en son nom l’Argolide et les régions d’Arcadie et d’Achaïe.
Selon les termes du traité de paix conclu entre Démétrios et Ptolémée, Pyrrhus est emmené en 299 comme otage dans le royaume lagide. À la cour d’Alexandrie, Pyrrhus s'adapte avec aisance à un nouveau genre de vie et brille par son intelligence, ses performances athlétiques au gymnase et son comportement moral. Il s'insinue dans les bonnes grâces de la reine Bérénice qui lui accorde la main d’Antigone, la fille qu'elle a eue d'un premier mariage. Antigone lui donne un fils, prénommé Ptolémée, mais elle meurt probablement en couches. Sur le plan politique, cette alliance lui permet d’obtenir de Ptolémée une aide financière et des troupes afin de reconquérir son royaume, mais à la condition qu'il s'oppose à l'avenir aux menées de Démétrios. Il rentre donc en Épire en 297. Néoptolème II, intimidé par les renforts et les subsides du roi d’Égypte, doit partager le pouvoir avec lui. Peu après, en 296, pour prévenir une éventuelle tentative d'empoisonnement, Pyrrhus le fait assassiner au cours d'une cérémonie solennelle. Selon Plutarque, Pyrrhus l'a tué de ses propres mains. Nul ne songe à condamner ce meurtre ni à le venger. Pyrrhus devient seul roi d’Épire et le reste de 296 à 272. En 295, il épouse Lanassa, la fille du tyran de Syracuse, Agathocle, mariage qui lui apporte en dot les îles de Leucade et de Corcyre. Elle lui donne un fils, Alexandre II.

### Premières années du règne

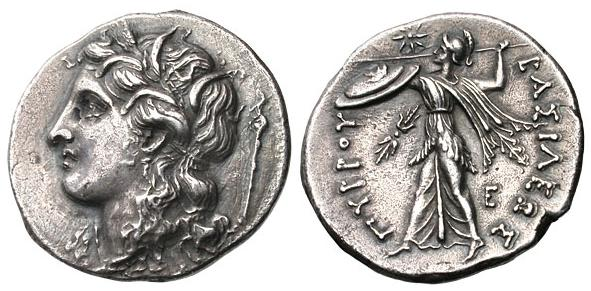
Monnaie à l'effigie de Pyrrhus portant l'inscription BAΣIΛEΩΣ ΠYΡΡOY (« du roi Pyrrhus »).

Pyrrhus se révèle un administrateur attentif de l'Épire. Le système judiciaire qu'il adopte est celui des Athéniens. Il impose aux bergers des montagnes la sélection de leurs espèces et l'interdiction d'accoupler leurs bêtes avant l'âge de quatre ans, tout en créant parmi les officiers de sa cour un intendant général des troupeaux et du bétail, mais aussi un préposé à la cave royale et un échanson. Ces mesures produisent leur effet : l'économie pastorale connaît une prospérité certaine, et le bétail d'Épire atteint alors une taille évoquée bien plus tard par Pline l'Ancien. Il est probable que Pyrrhus s'attache également à transformer en véritable armée les bandes montagnardes d’Épire. Ses soldats sont formés en une phalange nouvelle dans laquelle s’insèrent des troupes légères armées seulement de javelots. Il acquiert des éléphants de guerre, les fameuses « vaches lucaniennes » que les Romains rencontrent pour la première fois avec stupeur. Enfin, il apprend à ses soldats à creuser des retranchements, qui auraient peut-être servi de modèle à la castramétation des légions romaines.
En 295 av. J.-C., les deux fils du roi de Macédoine Cassandre, Antipater et Alexandre V se disputent le pouvoir. Ce dernier implore l'assistance de Pyrrhus qui, pour prix de sa médiation, se fait octroyer des terres tout le long de la frontière entre les deux royaumes. L’Épire s'agrandit en intégrant désormais la Parauia, l'Atintanie, la Tymphée, la frange côtière comprise entre Apollonie d'Illyrie et Épidamne, au sud l'Athamanie, l'Amphilochie, l'Acarnanie et l'enclave d'Ambracie, cité florissante que Pyrrhus adopte pour capitale de son royaume. L’Épire voit ainsi sa superficie passer de 8 000 à 30 000 km2, d'après les calculs de Pierre Lévêque. Disposant désormais de ports sur la bande littorale, avec les vaisseaux que la marine de Corcyre met à la disposition de Pyrrhus, le royaume d’Épire est prédisposé aux relations maritimes avec les Grecs de la Grande-Grèce et les Syracusains de Sicile ; ces facilités de navigation représentent un atout considérable pour réduire la dépendance économique du pays par rapport à la Macédoine et pour enrichir les Épirotes grâce au commerce.
Polygame comme le sont la plupart des souverains de son temps, Pyrrhus épouse, en 292, Bircenna, la fille du potentat d'Illyrie, Bardylis II, puis une fille d'Audoléon, le roi des Péoniens, renforçant ainsi ses liens avec les contrées voisines. Bircenna donne naissance au troisième fils de Pyrrhus, appelé Hélénos. La présence de ces femmes barbares lui étant insupportable, Lanassa se sépare de son époux, et en 290 elle épouse Démétrios, veuf de Déidamie, qui vient de s'emparer de Corcyre.

### Lutte contre Démétrios et Lysimaque
Pyrrhus, à qui ses États peuvent fournir à peine 10 000 soldats, se lance dans une politique d'expansion. Grâce au désordre qui continue de régner dans le contexte des guerres des Diadoques, il part en guerre contre son ancien allié Démétrios qui vient de faire assassiner Alexandre V et a envahi la Macédoine. Aidé par la révolte des Thébains et des Étoliens, Pyrrhus est vainqueur de Pantauchos, un général de Démétrios en 290, au cours d’une bataille en Étolie où il montre sa bravoure. Il franchit ensuite la passe de Metsovo, atteint le lac de Castoria, s’empare d’Édessa et conquiert ainsi la moitié du royaume de Macédoine. Au printemps 288, Pyrrhus rompt la convention de paix qu'il a conclue quelques mois plus tôt avec Démétrios. Aux abords de Béroia, il est acclamé par les troupes du Poliorcète qui fraternisent avec les siennes. Quelques mois plus tard, il entre en libérateur dans Athènes assiégée par Démétrios ; les Athéniens lui décernent l'honneur d'une statue. Au printemps 287, Pyrrhus envahit la Thessalie, d’où il déloge les troupes d’Antigone II Gonatas, le fils de Démétrios. C’est ainsi qu'en 286, Pyrrhus, roi d’Épire, devient aussi roi de Macédoine et de Thessalie.
Mais ces annexions rapides de pays non unifiés fragilisent le pouvoir de Pyrrhus. Dès 285, le roi de Thrace, Lysimaque, réussit à reprendre à Pyrrhus la Macédoine méridionale et la Thessalie. Pyrrhus se consacre alors à l'administration de son royaume. Il perfectionne son armée en dispensant à ses officiers une formation théorique : il utilise un damier et des pions, ce qui plus tard inspire le latroncules romain. Après la défaite de Lysimaque, vaincu par Séleucos à la bataille de Couroupédion (281), Ptolémée Kéraunos devient roi de Macédoine en septembre 281. Pyrrhus obtient de lui le prêt pour deux ans de 5 000 fantassins, 400 cavaliers, et vingt éléphants. En effet Pyrrhus s'emploie, durant l'hiver 281-280, à mettre sur pied une grande force d'invasion : les Tarentins, face à la puissance militaire romaine, envoient une délégation en Épire et le pousse à entrer en guerre contre Rome voyant en lui un grand général.

### Causes et débuts de la guerre contre Rome

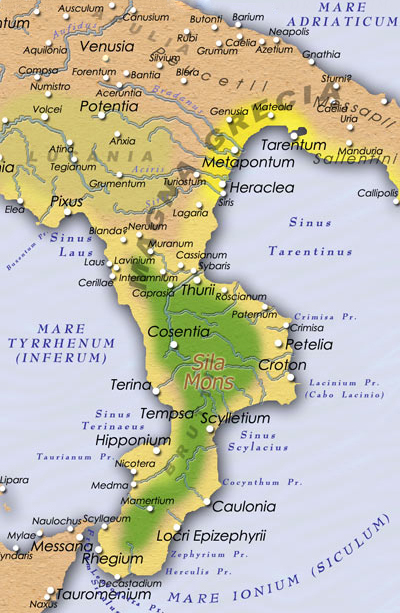
La Grande-Grèce vers -280

En 281 av. J.-C., la cité de Tarente, menacée par Rome, demande l'aide de Pyrrhus. Entrevoyant la possibilité de se poser en champion incontesté de l’hellénisme et de se tailler un empire en Italie, Pyrrhus décide d'intervenir en Grande-Grèce. C'est ce rêve d'ambition que conteste Cinéas dans un dialogue rapporté par Plutarque dans la Vie de Pyrrhus, même si la réalité de ce dialogue est parfois contestée. L'appel des Tarentins fournit à Pyrrhus un prétexte pour intervenir en Grande-Grèce, sachant qu'il aurait manifesté l'ambition de s'implanter durablement en Sicile, le fils qu'il a eu de Lanassa, Alexandre II, étant le descendant d'Agathocle de Syracuse.
Pyrrhus procède alors aux préparatifs militaires. Après avoir entraîné les contingents épirotes et les effectifs macédoniens prêtés par Ptolémée Kéraunos, il réquisitionne auprès de Corcyre les navires de guerre et de transport pour la traversée vers Brindes par le canal d'Otrante. Il peut alors compter sur une armée considérable : 3 000 cavaliers, 20 000 fantassins, 2 000 archers, 500 frondeurs et 50 éléphants en plus des 3 000 hommes déjà envoyés en Italie. Il définit les conditions diplomatiques de son alliance avec une députation de Tarentins, exigeant d'eux l'occupation de leur citadelle ; et il dépêche Cinéas, son ambassadeur, à Tarente, pour que son éloquence leur fasse accepter cette occupation. Il obtient des vaisseaux d’Antigone II Gonatas et de l'argent d’Antiochos Ier. Il consulte l’oracle de Delphes qui lui donne une réponse apparemment encourageante, mais en réalité ambiguë : « Je dis, Éacide, que tu peux vaincre les Romains. » ou l'inverse : « Je dis, Éacide, que les Romains peuvent te vaincre ». Il débarque en Italie en mai 280, et aussitôt, enrôle de jeunes Tarentins, ferme le gymnase et le théâtre de la cité, interdit les banquets et lève des taxes très impopulaires après avoir fait dévaluer le statère.

### Victoires contre les Romains

Campagnes de Pyrrhus en Italie.

Aux abords du golfe de Tarente, sur la plaine côtière, Pyrrhus engage la bataille contre les quatre légions romaines conduites par le consul Publius Valerius Laevinus, ce dernier ayant refusé le traité de paix proposé par Pyrrhus. La bataille d'Héraclée à la fin de l'été 280 donne lieu à des corps à corps acharnés avec, de part et d’autre, de nombreux reculs et des reprises ; sous la charge des éléphants qui terrorisent les Romains et de la cavalerie thessalienne de Pyrrhus, le front romain est finalement enfoncé et entraîne une débâcle dans la panique. Les Romains ont à déplorer 7 000 morts et une foule de prisonniers ; Pyrrhus a lui perdu environ 4 000 soldats. La victoire qu'il remporte sur les Romains paraît un instant lui donner raison ; deux cités grecques se rangent à ses côtés : Crotone fait défection et Locres (en Calabre) chasse une garnison romaine. Enfin, une ambassade du Sénat conduite par le légat Gaius Fabricius Luscinus vient tenter de régler le rachat des légionnaires prisonniers ; comme elle échoue, c'est le conseiller de Pyrrhus, Cinéas, qui est chargé de poursuivre les négociations à Rome, afin d’offrir un traité de paix aux Romains qui se voient demander d'abandonner leurs ambitions en Italie méridionale. L'offre est rejetée par la seule intransigeance du premier des sénateurs, le vieil Appius Claudius Caecus qui, bien qu’aveugle et à demi paralysé, réussit à retourner l’opinion de la majorité en réclamant avec passion une lutte à outrance. Pressé d'en finir avec les Romains, Pyrrhus passe l'hiver en Campanie et prépare une deuxième campagne avec des levées de troupes chez les alliés des Tarentins. Les tribus italiques, dont les Lucaniens, les Bruttiens et les Messapes, ne paraissent en effet s'être joints à lui qu'après ses premiers succès contre les Romains.
Au printemps 279, Pyrrhus se met en marche. Il occupe Canusium, Arpi et Venouse. Les deux consuls romains, Publius Sulpicius Saverrio et Publius Decius Mus, descendent aussitôt vers le sud. La bataille d'Ausculum (septembre 279) fait rage pendant toute une journée. Cette deuxième victoire remportée sur les Romains lui coûte cependant très cher en hommes : selon les estimations, ses pertes s'élèveraient entre 3 500 et 15 000 hommes, ce qui le dissuade de poursuivre son ennemi et de continuer à marcher sur Rome. Il aurait d'ailleurs déclaré, à l'issue de cette bataille : « Si nous devons remporter une autre victoire sur les Romains, je rentrerai seul en Épire. » Cette victoire de Pyrrhus, si chèrement acquise est à l'origine de l'expression « victoire à la Pyrrhus » qui désigne une bataille gagnée au prix de lourdes pertes. Cinéas est de nouveau envoyé en ambassade à Rome avec des propositions de paix. Plutarque raconte comment le sénateur Appius Claudius Caecus, malgré son âge vénérable et sa cécité, se fait transporter au Sénat pour convaincre ses collègues de rejeter les propositions de paix de l’envahisseur Pyrrhus sans commettre l’indignité qu’il y aurait ne serait-ce qu’à les étudier.

### Campagne de Sicile

Cités grecques (points rouges) et établissements carthaginois (points violets) en Sicile.

À la fin de l’automne 279 av. J.-C., Pyrrhus reçoit deux offres simultanément : les cités grecques de Syracuse, Agrigente et Leontinoi en Sicile lui demandent de venir chasser les Carthaginois de l'île, alors que dans le même temps les Macédoniens, dont le roi Ptolémée Kéraunos a été tué lors d'une invasion des Galates, lui proposent de monter sur le trône de leur pays. Pyrrhus apparaît comme celui qui pourrait empêcher la Sicile grecque de devenir « une province des Phéniciens ou des Osques » comme Platon en a déjà exprimé la crainte. Pyrrhus décide de ne point abandonner ses positions en Italie méridionale, assuré par ailleurs que les Gaulois ne tarderaient pas à être refoulés de Grèce. Cinéas, envoyé sur l’île pour s’informer de la situation des cités grecques, lui fait un rapport optimiste. Il choisit donc de passer en Sicile, en donnant l’assurance aux Tarentins d’un retour triomphal. Il laisse à Tarente le meilleur de ses lieutenants, Milon, et confie son fils Alexandre II aux Grecs de Locres. À la fin de l’été 278, il fait voile de Tarente vers Locres et débarque sans encombre à Tauromenion. Son armée ne comprend alors, outre les éléphants, que 8 000 fantassins et environ 1 000 cavaliers, Pyrrhus n’ayant pas voulu dégarnir les places d’Italie méridionale, et comptant sur les Siciliens pour renforcer ses propres troupes.
Depuis le printemps 278, les Carthaginois ont commencé à encercler Syracuse, bloquée par mer et par terre, tandis que leurs alliés, les Mamertins, tiennent Messine, et que les Campaniens occupent Rhegium. Pyrrhus est accueilli chaleureusement par le tyran de Tauromenion, Tyndarion, qui lui accorde un premier contingent de soldats. À l’annonce de son approche, les Carthaginois et leurs mercenaires abandonnent Syracuse qui se trouve libérée sans coup férir. Les chefs de la ville, Thoinon et Sostratos remettent à Pyrrhus l’île d'Ortygie et le reste de Syracuse. Aussitôt, Catane, Leontinoi et Agrigente qui attendent leur délivrance, se soumettent, apportant à Pyrrhus un renfort de soldats, de marins et de vaisseaux. Le fait que Pyrrhus a été proclamé « roi de Sicile », semble douteux, les cités grecques le considérant plutôt comme un hégémon.

### Lutte contre Carthage
Durant l’hiver 278-277, à Syracuse, Pyrrhus prend de sages dispositions économiques et militaires ; il opère une réforme monétaire qui aligne la monnaie locale à la fois sur celles d’Attique et celles des régions romano-campaniennes afin de favoriser les échanges commerciaux de la Sicile avec ses voisins ; il place les nouvelles recrues siciliennes sous son propre commandement en leur imposant sa discipline. Au printemps 277, après avoir reçu la soumission d’Henna, il entre dans Agrigente, qui a chassé la garnison carthaginoise et se rallie à lui. Concentrant alors toutes ses troupes, il peut dès lors commander à 30 000 fantassins et 2 500 cavaliers, auxquels s’ajoutent les éléphants et les machines de guerre. Une à une, les cités grecques soumises jusqu’alors à Carthage se rallient à Pyrrhus : d'abord Heracleia Minoa puis Agonai, Sélinonte, Halicyae, et Ségeste. Il s'empare de la plus puissante forteresse punique, à 750 m d’altitude, sur le Mont Éryx. Peu après, il remporte deux autres succès en s’emparant d’Aitia, au sud-ouest de Palerme, et de la citadelle d’Heirkté, sur le mont Pellegrino près de Palerme. Ces victoires décisives poussent les Carthaginois, à qui il ne reste plus que Lilybée, à demander des pourparlers de paix. Pyrrhus commet l’erreur, cependant, de disperser ses efforts en allant combattre les Mamertins du détroit de Messine, ce qui laisse le temps aux Carthaginois de renforcer leurs fortifications devant Lilybée pour la rendre inexpugnable, et d’y entasser approvisionnements, munitions et catapultes.

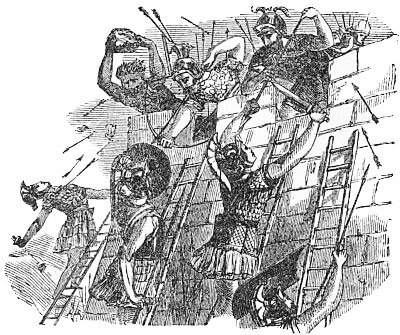
L'assaut de Pyrrhus sur Lilybée, Jacob Abbott, illustration de 1901.

À l’été 277, Pyrrhus entame des négociations avec Carthage ; mais, bien que les Carthaginois soient prêts à traiter avec lui, à lui payer des indemnités et à lui envoyer des navires une fois que des relations cordiales seront établies, Pyrrhus, après avoir quelque temps hésité au témoignage de Diodore de Sicile, rompt ces négociations. Ce sont les cités grecques de Sicile, opposées à la paix, qui obligent Pyrrhus à refuser parce que Carthage contrôle encore la cité fortifiée de Lilybée, sur la côte ouest de l'île. Pyrrhus commence donc à assiéger Lilybée et lance des assauts infructueux pendant deux mois avant de réaliser qu'il ne peut espérer s'emparer de la cité sans un blocus maritime.
Pyrrhus demande alors des hommes et de l'argent aux cités grecques de Sicile dans le but de construire une flotte et, comme celles-ci rechignent à accéder à ses demandes, il procède à des confiscations de biens, recourt à des contributions forcées, se proclame dictateur militaire de Sicile et installe des garnisons militaires dans les cités pour les forcer à l’obéissance. Il fait même exécuter son ancien allié de Syracuse, Thoinon, soupçonné d’être devenu un opposant, tandis que Sostratos ne doit son salut qu’à sa fuite. Ces actions le rendent impopulaire et lui aliènent les cités grecques qui proposent aux Carthaginois de faire cause commune avec elles. Carthage envoie alors une nouvelle armée contre Pyrrhus mais celui-ci la vainc. En dépit de cette victoire, la Sicile continue à lui être de plus en plus hostile, à tel point qu'il commence à envisager d'abandonner l'île. À l’automne 276, des envoyés de Grande-Grèce viennent l'informer que toutes les cités grecques d'Italie, excepté Tarente, ont été conquises par les Romains. Pyrrhus prend alors la décision de quitter la Sicile et, comme son navire s'éloigne, il aurait déclaré à ses compagnons : « Quel terrain de lutte nous laissons là aux Carthaginois et aux Romains ».

### Défaite en Italie
À l'automne 276 av. J.-C., pour revenir en Italie, Pyrrhus emprunte imprudemment le détroit de Messine, très surveillé, où une puissante escadre carthaginoise l’attaque brusquement ; sur ses 110 bâtiments de guerre, 98 sont coulés ou endommagés, et le navire à neuf rangs de rames qui a amené le roi en Italie tombe aux mains des Carthaginois. Cette débâcle navale, qui ne tempère pas son ardeur belliqueuse, est suivie d’autres mécomptes ; il tente en vain une attaque improvisée contre Rhegium occupée par une garnison campanienne ; à travers le massif de la Sila, il tombe dans une embuscade, tendue par 10 000 Mamertins, où il perd un grand nombre d’hommes ; puis, incapable de payer ses nouvelles recrues du Bruttium, il pille le trésor de Perséphone dans le sanctuaire de Locres, sacrilège qui le discrédite irrémédiablement aux yeux des Grecs. Il entre enfin dans Tarente pour hiverner.
Pendant que Pyrrhus a combattu en Sicile contre les Carthaginois, les Romains ont eu le temps de se constituer une nouvelle armée et de gagner toujours des territoires au détriment des Bruttiens, des Lucaniens et des Tarentins. Les Romains ont même pénétré en Lucanie sous les ordres du consul Cornelius Lentulus Caudinus, tandis que le second consul, Curius Dentatus, s’avance à travers le Samnium pour barrer la route à Pyrrhus. Celui-ci lance un appel à l’aide militaire et financière auprès d'Antigone II Gonatas qui n'y répond pas. Il sollicite aussi en vain l'aide de Ptolémée II et d'Antiochos. Malgré son infériorité numérique, Pyrrhus attaque l'armée romaine retranchée sur une éminence. Pyrrhus est finalement vaincu à la bataille de Beneventum (été 275). Repoussé par les Carthaginois, désavoué par les Grecs de Sicile et battu par les Romains, il décide alors, à l’automne 275, de mettre fin à sa campagne en Italie et retourne en Épire en abandonnant toutes ses conquêtes. Il ne ramène avec lui que 8 000 fantassins, 500 cavaliers et ce qui lui reste de ses éléphants de guerre. Il laisse cependant en Italie son fils Hélénos et à Tarente, son lieutenant Milon.

### De la Macédoine au Péloponnèse

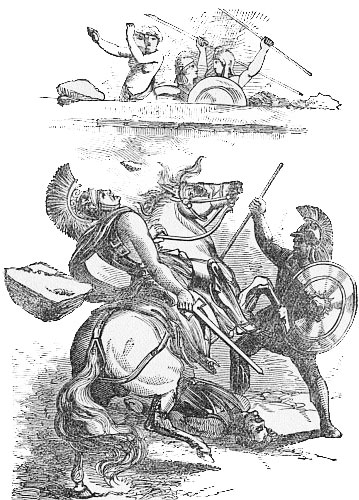
La Mort de Pyrrhus, Jacob Abbott, 1901.

Pyrrhus est de retour en Épire à l'automne 275 av. J.-C. Selon le mot célèbre de Bossuet, « Pyrrhus n’y demeura pas longtemps en repos, et voulut se récompenser sur la Macédoine des mauvais succès d’Italie ». Il se lance aussitôt à l'assaut de la Macédoine avec pour projet immédiat de la piller afin de payer son armée. Devant cette irrésistible avancée, la puissance d'Antigone II Gonatas s’effondre, offrant à Pyrrhus la Macédoine et la Thessalie. Il fait aussitôt frapper à son nom les monnaies du monarque déchu. Dans le sanctuaire fédéral d’Iton, en Thessalie, il consacre à Athéna les boucliers pris aux mercenaires galates vaincus. Mais, ambitionnant déjà d’autres projets, il laisse l’exercice du pouvoir en Macédoine à son fils Ptolémée, et laisse ses mercenaires galates piller les tombes des Argéades à Aigai. En 273, Antigone Gonatas, qui a recruté des mercenaires, est de nouveau battu par Ptolémée, le fils de Pyrrhus.
En 272, Cléonyme, fils du roi agiade de Sparte Cléomène II, demande à Pyrrhus d'attaquer Sparte afin que son honneur soit restauré et qu'il puisse accéder au pouvoir. Cléonyme nourrit un antagonisme pour sa cité d’origine qui le pousse à solliciter l’aide de Pyrrhus. Il veut se venger de la gérousie qui l’a écarté de la succession spartiate au profit de son neveu Areus Ier, fils d'Acrotate. Les gérontes craignent que le caractère violent et despotique de Cléonyme ne représente une menace pour l’oligarchie spartiate. Mais là n’est pas la seule raison qui incite Cléonyme à vouloir se venger de Sparte. Il se sent aussi humilié par la liaison que son épouse Chilonis, princesse Eurypontide, entretient publiquement avec Acrotatos, fils d’Areus Ier. Ainsi, il souhaite que Pyrrhus s’empare de Sparte et l'amène au pouvoir.
Pyrrhus accepte avec l'espoir de conserver le contrôle du Péloponnèse pour lui-même, tout en prenant à revers Corinthe contrôlée par les Antigonides. Il y voit aussi l’occasion d’affaiblir Antigone Gonatas, avec lequel il est en guerre depuis 275 au sujet du contrôle de la Macédoine, en s’en prenant directement à l’un de ses alliés. Il se concilie alors la neutralité des Étoliens, qui lui accordent le passage, et rallie à sa cause la Ligue achéenne ainsi que l’Élide. Il fait revenir  ses fils Alexandre II, de Sicile, et Hélénos, de Tarente, avec toutes les troupes qui y sont stationnées, et rappelle Ptolémée de Macédoine. Au printemps 272, il arrive à Mégalopolis à la tête de 25 000 hommes d’infanterie, de 24 éléphants de guerre et de 2 000 chevaux. Il se présente devant une Sparte affaiblie, privée de son roi Areus Ier. Celui-ci est parti en Crète, à la tête d'une grande partie de l’armée spartiate, afin de soutenir ses alliés gortyniens dans leur lutte contre la cité de Cnossos. Craignant le comportement de ses soldats, susceptibles, à ses yeux, de piller la cité et sous-estimant ses adversaires affaiblis, Pyhrrus décide de différer l’assaut et de patienter jusqu'au matin pour lancer les hostilités. Ce laps de temps profite aux Spartiates qui s’organisent. Dans ce contexte, la manière dont les femmes spartiates défendent leur honneur est particulièrement remarquable. La gérousie décide d’abord, sans les consulter, de les envoyer en Crète afin de les éloigner du conflit. Les femmes, menées par Archidamia, s’y opposent. Elles obtiennent finalement le droit de prendre part à la défense de la cité, aux côtés des hommes. Dans l’urgence, on décide alors de creuser une tranchée obstacle afin de contrarier la progression des éléphants de guerre de Pyhrrus. Les femmes prennent une part active dans cette entreprise. Ainsi, Pyrrhus fait face à une cité bien défendue par un fossé et il se heurte à une résistance inattendue de la part des Spartiates qui, selon Plutarque, « résistèrent avec une ardeur et un courage bien supérieurs à leurs forces. » Son assaut contre Sparte, qui reçoit le renfort de  Messène et d’Argos se conclut par un échec. Pyrrhus, blessé au cours du combat, se résout à lever le siège. Au même moment, la Macédoine fait défection dans des conditions qui restent non élucidées. Antigone Gonatas débarque à Corinthe, à la tête de ses troupes, afin d'affronter le roi d’Épire et de porter secours à Sparte, malgré l'ancienne rivalité entre Macédoniens et Spartiates.
Abandonnant prudemment son plan préalable, Pyrrhus a alors l'occasion d'intervenir dans un conflit interne à Argos dont la faction anti-macédonienne se rallie à lui. Par la route de Tégée, il s’avance vers la cité, harcelé par les troupes d'Areus Ier de Sparte ; au cours de ces combats, son fils aîné Ptolémée est tué. Antigone Gonatas, craignant d'affronter Pyrrhus en rase campagne, s'est retiré sur les hauteurs devant Argos, laissant Pyrrhus pénétrer, de nuit, dans la cité. L'obscurité et l'étroitesse des ruelles ajoutent à une incroyable confusion. Il ordonne la sortie, mais son ordre, interprété à contresens par Hélénos, à la tête des éléphants, entraîne une indescriptible confusion. Pyrrhus est blessé par un Argien dont la vieille mère observe le combat depuis son toit : elle lance alors une tuile qui assomme le roi en le touchant à la tête et le fait chuter de cheval. Un soldat d'Antigone Gonatas, qui s'est décidé à intervenir en voyant arriver les renforts spartiates, l’achève. Ce dernier fait incinérer le corps de Pyrrhus dont les cendres sont placées dans un tombeau à Ambracie.

## Descendance
Pyrrhus a vraisemblablement eu de sa première épouse une fille, Olympias II, sœur-épouse de son demi-frère Alexandre II. Il a eu trois fils avec ses différentes épouses :
- D'Antigoné, fille de Bérénice Ire, elle-même quatrième épouse de Ptolémée Ier : Ptolémée d'Épire ;
- De Lanassa , fille d'Agathocle de Syracuse : Alexandre II, qui lui succède ;
- De Bircenna, fille de Bardylis Ier roi d'Illyrie : Hélénos.

Selon Plutarque, interrogé sur sa succession, il aurait répondu qu'il laisserait son royaume « à celui d'entre [ses enfants] dont l'épée sera la plus tranchante ».

## Postérité

### Dans l'Antiquité

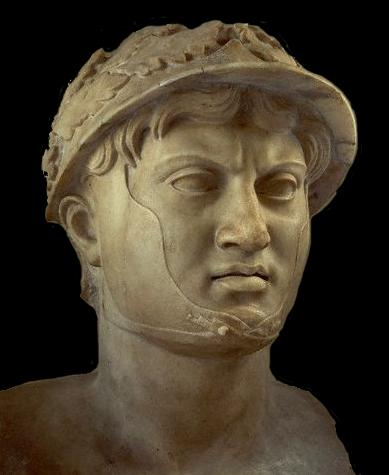
Buste de Pyrrhus, musée archéologique national de Naples.

Personnage d'exception, Pyrrhus a souvent été qualifié d’aventurier par les auteurs antiques ; mais ils s'accordent en général pour reconnaître en lui un des plus grands capitaines que la Grèce a comptés. Selon Plutarque et Appien , Hannibal, interrogé sur les meilleurs commandants, place Pyrrhus en deuxième position derrière Alexandre le Grand. Dans la Vie de Pyrrhus, Plutarque expose une autre version en affirmant qu'Hannibal le considérait comme le meilleur général après Scipion l'Africain et lui-même. Selon Polyen, Pyrrhus recommande de ne pas poursuivre sans relâche un ennemi en fuite car, à l'avenir, ce même ennemi sera plus enclin à fuir, sachant que son vainqueur n'essaiera pas de le détruire. Selon Plutarque[réf. nécessaire], son ardeur guerrière est sans cesse attisée dans son esprit en perpétuelle effervescence : 

« Il roulait toujours d’espérances en espérances, ne voyait dans ses succès qu’une étape vers d’autres succès et il voulait réparer ses échecs par d'autres entreprises : la défaite, pas plus que la victoire, ne mettait fin à l’agitation qu'il créait et subissait tour à tour. »

Il est considéré comme un héros aux yeux de certains de ses contemporains. Les Athéniens lui font élever une statue après qu'il les a libérés de l'emprise des Antigonides, un citoyen d'Élide fait de même dans l'espace sacré de l'Altis et une autre statue est érigée dans la cité de Callipolis pour honorer « sa bravoure et ses bienfaits ». Adulé par ses sujets et ses soldats, qui le surnommèrent « l'Aigle », il est de son vivant assimilé à un favori de Zeus pour le caractère foudroyant de ses offensives.
Les auteurs latins témoignent une forme de malveillance à son égard, retenant les « victoires à la Pyrrhus » pour minimiser ses succès sur les Romains. Justin a décelé chez Pyrrhus la tendance à chercher sa jouissance dans la guerre pour la guerre, plutôt que dans les empires que la guerre édifie : « Neque illi maior ex imperio quam ex bello voluptas erat ».
Pyrrhus a écrit des Mémoires dans lesquels Plutarque et Denys d'Halicarnasse ont puisé des informations. Pour rédiger la Vie de Pyrrhus, Plutarque s'est aussi inspiré des historiens Hiéronymos de Cardia et Phylarque. Pyrrhus est également l'auteur d'un livre sur l'art de la guerre, aujourd'hui disparu, très populaire du temps de Cicéron. Plutarque affirme que ce livre a influencé Hannibal. Il a également développé un jeu de stratégie militaire sur un damier, connu plus tard à Rome sous le nom de latroncules.

### Jugement des modernes
Pyrrhus n'a pas su achever ses missions, en Grèce comme en Italie. Ses actions peuvent paraître désordonnées en comparaison avec Alexandre le Grand ou à certains Diadoques. Il ne semble réagir qu'au « coup par coup », de manière audacieuse, sans planification. Il peut aussi manquer de sagesse ou de discernement, comme en témoignent les pillages des sanctuaires par ses troupes. Il est tout de même un administrateur avisé de son royaume comme le montrent les réformes judiciaires, agraires et militaires qu'il a entreprises. Ses sujets épirotes lui sont restés fidèles même pendant sa longue absence en Italie et en Sicile. Ses guerres à l'étranger ont été menées sans cruauté ni oppression inutiles en comparaison de ses contemporains.
En tant que général, la plus grande faiblesse de Pyrrhus est qu'il disperse trop souvent ses efforts et ne sait pas ménager sa trésorerie, employant sans compter des mercenaires coûteux. La campagne en Italie a été la seule chance réelle offerte à la Grèce de mettre en échec la domination romaine sur le monde méditerranéen. Mais, plutôt que de s'allier, les différents royaumes hellénistiques continuent de se battre entre eux, sapant ainsi la force militaire et financière de la Grèce et de la Macédoine. Un siècle plus tard, la Grèce et la Macédoine passent sous le contrôle de Rome.
Montesquieu lui consacre un chapitre entier dans Considérations sur les causes de la grandeur des Romains et de leur décadence (1721). Il estime que sa grandeur n'est constituée que par ses qualités personnelles et qu'il est un aventurier qui ne peut survivre que dans la guerre. Il affirme qu'il est le maître d'un petit État dont « on n'a plus entendu parler après lui ».

### Dialogue de Pyrrhus et de Cinéas
Plutarque rapporte le dialogue dans lequel Cinéas, le sage Thessalien dont Pyrrhus a fait son conseiller de prédilection, essaie de dissuader le roi d’Épire de se lancer dans l'immense entreprise de la conquête de l'Occident, de l'Italie méridionale jusqu'à la Sicile et à l'Afrique carthaginoise. Ce dialogue, célèbre durant l'Antiquité mais dont la véracité est parfois remise en question, a trouvé un écho chez Dion Cassius, Thémistius, et Stobée. Chez les modernes, Blaise Pascal y fait aussi allusion : 

« Lorsque Cinéas disait à Pyrrhus, qui se proposait de jouir du repos avec ses amis après avoir conquis une grande partie du monde, qu'il ferait mieux d'avancer lui-même son bonheur en jouissant dès lors de ce repos, sans l'aller chercher par tant de fatigues, il lui donnait un conseil qui recevait de grandes difficultés, et qui n'était guère plus raisonnable que le dessein de ce jeune ambitieux. L'un et l'autre supposaient que l'homme se pût contenter de soi-même et de ses biens présents, sans remplir le vide de son cœur d'espérances imaginaires, ce qui est faux. Pyrrhus ne pouvait être heureux ni avant ni après avoir conquis le monde ; et peut-être que la vie molle que lui conseillait son ministre était encore moins capable de le satisfaire que l'agitation de tant de guerres et de tant de voyages qu'il méditait. »

— Pascal, Pensées, 139

### Dans la culture contemporaine
- La campagne macédonienne de l'extension Return of Rome d'Age of Empires II : Definitive Edition lui est consacré. Avant cela, il constituait l'un des antagonistes de la campagne romaine dans Age of Empires: The Rise of Rome.

### Sources antiques
- Denys d'Halicarnasse, Antiquités romaines, XIX-XX.
- Diodore de Sicile, Bibliothèque historique [détail des éditions] [lire en ligne], XXI.
- Plutarque, Vies parallèles [détail des éditions] [lire en ligne], Pyrrhus, (lire en ligne sur Wikisource).